# Loewinella flavipes
Loewinella flavipes är en tvåvingeart som beskrevs av Jason Gilbert Hayden Londt 1982. Loewinella flavipes ingår i släktet Loewinella och familjen rovflugor.
Artens utbredningsområde är Namibia. Inga underarter finns listade i Catalogue of Life.